# Home Nations Championship 1905
L'Home Nations Championship 1905 (in gallese Pencampwriaeth Rygbi'r Pedair Gwlad 1905) fu la 23ª edizione del torneo annuale di rugby a 15 tra le squadre nazionali di Galles, Inghilterra, Irlanda e Scozia.
Il torneo fu appannaggio del Galles, che se lo aggiudicò per la quarta volta, guadagnando anche la Triple Crown grazie alla vittoria sulle sue tre avversarie britanniche.
Le cronache dell'epoca riportano che circa 30000 spettatori a Swansea videro il Galles battere l'Irlanda nell'ultimo impegno di entrambe e vincere il titolo.
Il valore delle marcature, come stabilito dall’IRFB nel 1893, era: 3 punti per ciascuna meta (5 se trasformata), 3 punti per la realizzazione di ciascun calcio piazzato, 4 punti per la realizzazione di ciascun drop o mark.

## Nazionali partecipanti e sedi
| Squadra     | Città           | Impianto interno         |
| ----------- | --------------- | ------------------------ |
| Galles      | Cardiff Swansea | Arms Park St. Helen's    |
| Inghilterra | Richmond        | Athletic Ground          |
| Irlanda     | Cork            | Mardyke                  |
| Scozia      | Edimburgo       | Inverleith Sports Ground |

## Risultati
| Arbitro: | C. Lefevre |

|                                                                |    |  |
| T. Morgan (2) R. Gabe A. Harding D. Jones W. Llewellyn Watkins | mt |  |
| G. Davies (2)                                                  | tr |  |

| Arbitro: | G.H. Kennedy |

|        |    |                  |
| Little | mt | W. Llewellyn (2) |

| Arbitro: | Robin Welsh |

|                                   |    |         |
| Moffatt (2) Allen Maclear Wallace | mt | Coopper |
| Maclear                           | tr |         |

| Arbitro: | Percy Coles |

|         |    |                        |
| Timms   | mt | Tedford Wallace Moffat |
| Forrest | tr | Maclear                |

| Arbitro: | Billy Williams |

|                      |    |          |
| A.W. Jones T. Morgan | mt | Robinson |
| G. Davies (2)        | tr |          |

| Arbitro: | Harry Bowen |

|  |    |                 |
|  | mt | Simson Stronach |
|  | tr | Scott           |

## Classifica
| Pos | Squadra     | G | V | N | P | PF | PS | DP  | Pt |
| --- | ----------- | - | - | - | - | -- | -- | --- | -- |
| 1   | Galles      | 3 | 3 | 0 | 0 | 41 | 6  | +35 | 6  |
| 2   | Irlanda     | 3 | 2 | 0 | 1 | 31 | 18 | +13 | 4  |
| 3   | Scozia      | 3 | 1 | 0 | 2 | 16 | 17 | −1  | 2  |
| 4   | Inghilterra | 3 | 0 | 0 | 3 | 3  | 50 | −47 | 0  |